# Koinocystis neocomensis
Koinocystis neocomensis är en plattmaskart som först beskrevs av Fuhrmann 1904, och fick sitt nu gällande namn av Meixner 1924. Koinocystis neocomensis ingår i släktet Koinocystis och familjen Koinocystididae. Arten är reproducerande i Sverige. Inga underarter finns listade i Catalogue of Life.